# Willem Jacob ’s Gravesande
Willem Jacob 's Gravesande ('s-Hertogenbosch, 26 de setembro de 1688 — Leiden, 28 de fevereiro de 1742) foi um filósofo e matemático neerlandês.

## Mecânica

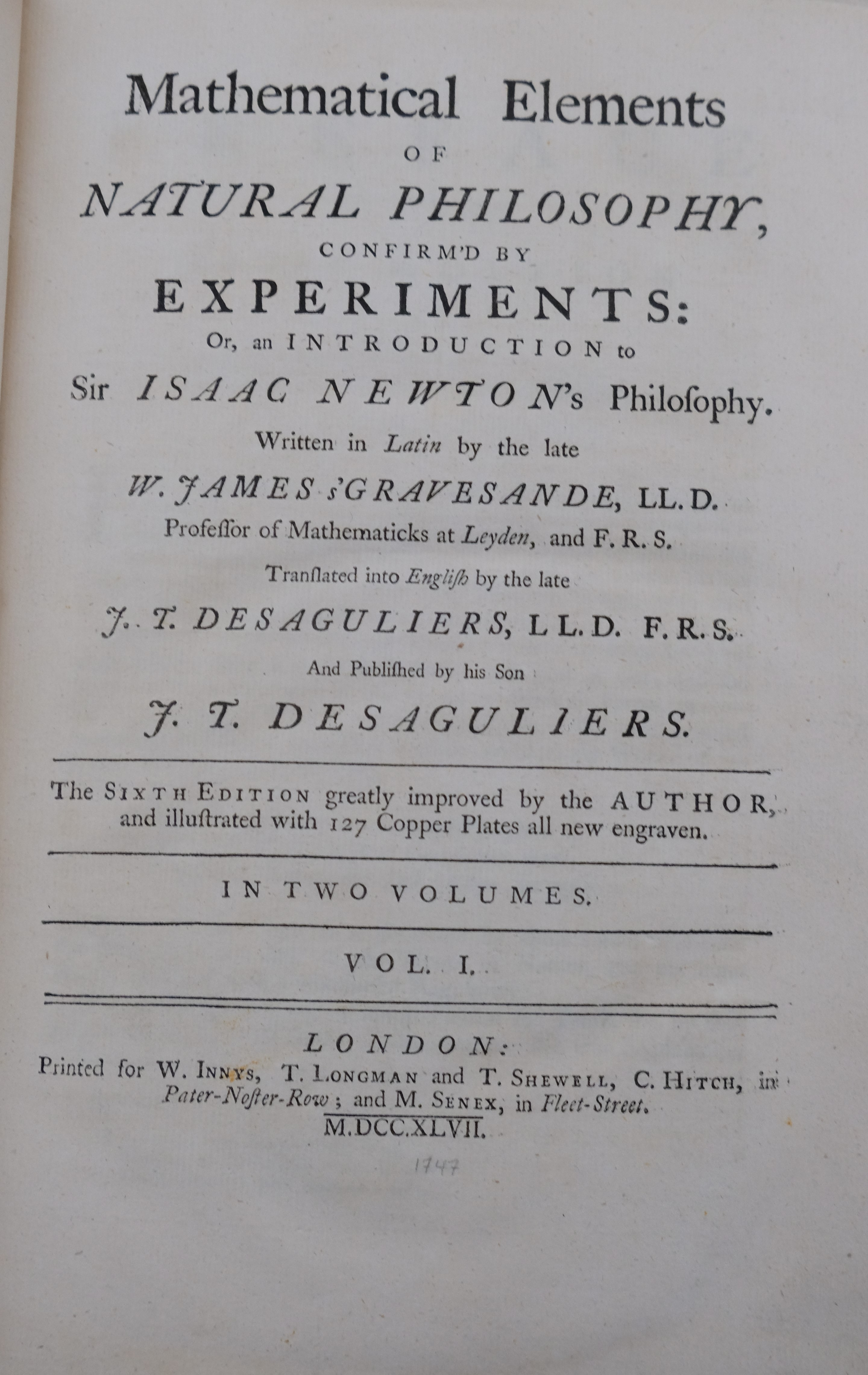
"Elementos Matemáticos da Filosofia Natural, Confirmados por Experimentos."
Cópia do Volume 1 de 1747 da obra de Gravesande.
Localizada na Biblioteca Niels Bohr & Arquivos do Instituto Americano de Física, em College Park, Maryland.

A principal obra científica de 's Gravesande é Physices elementa mathematica, experimentis confirmata, sive introductio ad philosophiam Newtonianam ("Elementos matemáticos da filosofia natural, confirmados por experimentos; ou, uma introdução à filosofia newtoniana"), publicado em Leiden em 1720. Nesse livro, ele lançou as bases para o ensino da mecânica newtoniana através de demonstrações experimentais. Ele apresentou seu trabalho para públicos que incluíam Voltaire e Albrecht von Haller, e Émilie du Châtelet (o tradutor do Principia de Newton).
Em 1721, 's Gravesande se envolveu em uma controvérsia pública sobre se o inventor alemão Johann Bessler, conhecido como Conselheiro Orffyreus, havia criado uma verdadeira máquina de movimento perpétuo. 's Gravesande a princípio argumentou pela viabilidade do movimento perpétuo baseado na conservação da quantidade escalar mv (massa multiplicada pela velocidade), que ele erroneamente acreditava estar implícita na mecânica newtoniana. No entanto, em 1722, ele publicou os resultados de uma série de experimentos em que bolas de latão foram lançadas de alturas variadas sobre uma superfície de argila macia. Ele descobriu que uma bola com o dobro da velocidade de outra deixaria um recuo quatro vezes mais profundo, do que concluiu que a expressão correta para a "força viva" de um corpo em movimento (o que é modernamente chamado de "energia cinética") é proporcional a mv2.
Mesmo que esses resultados invalidassem seu argumento original para a viabilidade do movimento perpétuo, 's Gravesande continuou a defender o trabalho de Bessler, alegando que Bessler poderia ter descoberto algum novo "princípio ativo" da natureza que permitisse que suas rodas continuassem girando. Visões semelhantes foram defendidas na época por Gottfried Wilhelm Leibniz, Johann Bernoulli e outros, mas o consenso moderno é que Bessler estava perpetrando uma farsa deliberada.  O czar russo Pedro, o Grande estava interessado na roda de Bessler e procurou o conselho de 's Gravesande sobre o assunto.
Gravesande, de 's Gravesande, comunicou seus resultados sobre o impacto da queda de pesos para Émilie du Châtelet. Observações semelhantes foram publicadas independentemente por Giovanni Poleni. A interpretação dos resultados de 's Gravesande e Poleni levou a uma polêmica com Samuel Clarke e outros newtonianos que se tornou parte da chamada "disputa vis viva" na história da mecânica clássica.

## O anel de 's Gravesande

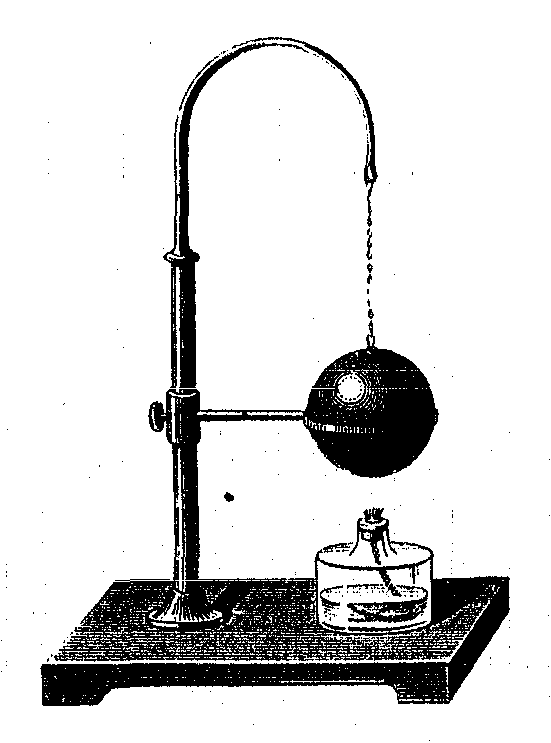
O anel de 's Gravesande

Gravesande também é lembrado por sua invenção de um experimento simples demonstrando expansão térmica, que tem sido usado no ensino de física desde então. Isso é conhecido hoje como "experimento de 's Gravesande" ou "anel de 's Gravesande". O aparelho consiste em uma pequena esfera de metal em uma corrente ou alça, e um anel de metal em um suporte. O anel é grande o suficiente para que, quando o anel e a bola estiverem na mesma temperatura, a bola se encaixe através do anel. No entanto, se a bola for aquecida mergulhando-a em água fervente ou jogando a chama de uma lâmpada espiritual sobre ela, o metal se expandirá e a bola não caberá mais através do anel. Quando a bola esfriar, ela caberá no ringue novamente.

## Obras
- Essai de perspective, 1711
- Philosophiae Newtonianae Institutiones, in usus academicos, 1723
- An essay on perspective, 1724
- Physices elementa mathematica, experimentis confirmata, sive introductio ad philosophiam Newtonianam, 1720–1721
- Introductio ad Philosophiam, Metaphysicam et Logicam, 1736
- Mathematical Elements of Natural Philosophy, Confirm'd by Experiments: or, An introduction to Sir Isaac Newton's philosophy (Volume I), 1747
- Mathematical Elements of Natural Philosophy, Confirm'd by Experiments: or, An introduction to Sir Isaac Newton's philosophy (Volume II), 1747
- Oeuvres Philosophiques et Mathématiques de Mr. G. J. 'sGravesande, 1774